# Wariat (serial telewizyjny)
Wariat (oryg. Maniac) – amerykański miniserial telewizyjny (komediodramat psychologiczny, czarna komedia) wyprodukowany przez Parliament of Owls, Rubicon TV, Anonymous Content oraz Paramount Televisions. Jest to luźna adaptacja norweskiego serialu pod tym samym tytułem stworzonego przez Espen PA Lervaag, Håakon Bast Mossige, Kjetil Indregard i Ole Marius Araldsen.
Wszystkie 10 odcinków pierwszej serii zostało udostępnionych 21 września 2018 roku na platformie Netflix
Serial opowiada historię Annie i Owena, dwojga nieznajomych, których połączył nieudany test leków.

## Obsada

### Obsada główna
- Emma Stone jako Annie Landsberg[2]
- Jonah Hill jako Owen Milgrim[2]
- Justin Theroux jako dr James K. Mantleray[3]
- Sonoya Mizuno jako dr Azumi Fujita[4]
- Gabriel Byrne jako Porter Milgrim
- Sally Field jako dr Greta Mantleray[5]

### Obsada drugoplanowa
- Kathleen Choe jako 3
- Danny Hoch jako 5
- Allyce Beasley jako Amelia
- Stephen Hill jako D'Nail
- James Monroe Iglehart jako Carl
- Dai Ishiguro jako Head Control Tech
- Sejal Shah jako pierwszy medyk techniczny
- Billy Magnussen jako Jed Milgrim
- Julia Garner jako Ellie Landsberg[4]
- Nate Craig jako Phil
- Jemima Kirke jako Adelaide[6]
- Jesse Magnussen
- Alexandra Curran jako Holly Milgrim
- Rome Kanda jako dr Robert Muramoto
- Aaralyn Anderson jako Belle Milgrim / Danielle Marino / Australia
- Cailin and Hannah Loesch jako the McMurphy Twins
- Trudie Styler jako Angelica Milgrim
- Christian DeMarais jakoMike Milgrim
- Geoffrey Cantor jako Frank
- Ramya Pratt jako Vicky / Green Hoodie Woman
- Josh Pais jako Andy
- Ariel Kavoussi jako Audra
- Mike Masters jako Ron Johnson
- Grace van Patten jako Olivia Meadows
- Lev Gorn jako Sokolov
- Hank Azaria jako Hank Landsberg
- Selenis Leyva jako Patricia Lugo
- Mariko Kai
- Maho Honda jako Intake Tech,
- Leo Fitzpatrick jako Lance
- Jojo Gonzalez jako agent Lopez
- Maxine Prescott jako pani Finklestein
- Joseph Sikora jako JC
- David Fierro jako Bobby
- Glenn Wein jako lord Jopling
- Jacqueline Grabois jako Annie's Roommate
- Jonathan Rentler jako Greg Nazlund
- Zac Shearon jako Young Boy in a Truck / Young Soldier
- Lauren Banks jako Winged Nymph / Prosecutor

## Odcinki
| Sezon | Odcinki | Oryginalna emisja Netflix | Oryginalna emisja Netflix | Emisja w Polsce Netflix Polska | Emisja w Polsce Netflix Polska | Emisja w Polsce Netflix Polska |
| Sezon | Odcinki | Premiera sezonu           | Finał sezonu              | Premiera sezonu                | Finał sezonu                   |                                |
| ----- | ------- | ------------------------- | ------------------------- | ------------------------------ | ------------------------------ | ------------------------------ |
| 1     | 10      | 21 września 2018          | 21 września 2018          | 21 września 2018               | 21 września 2018               |                                |

## Sezon 1 (2018)
| Nr | Tytuł                    | Reżyseria          | Scenariusz                             | Premiera w Netflix | Premiera w Netflix Polska |
| -- | ------------------------ | ------------------ | -------------------------------------- | ------------------ | ------------------------- |
| 1  | The Chosen One!          | Cary Joji Fukunaga | Patrick Somerville                     | 21 września 2018   | 21 września 2018          |
| 2  | Windmills                | Cary Joji Fukunaga | Patrick Somerville                     | 21 września 2018   | 21 września 2018          |
| 3  | Having a Day             | Cary Joji Fukunaga | Patrick Somerville, Caroline Williams  | 21 września 2018   | 21 września 2018          |
| 4  | Furs by Sebastian        | Cary Joji Fukunaga | Patrick Somerville, Nick Cuse          | 21 września 2018   | 21 września 2018          |
| 5  | Exactly Like You         | Cary Joji Fukunaga | Caroline Williams, Mauricio Katz       | 21 września 2018   | 21 września 2018          |
| 6  | Larger Structural Issues | Cary Joji Fukunaga | Patrick Somerville, Nick Cuse          | 21 września 2018   | 21 września 2018          |
| 7  | Ceci N'est Pas Une Drill | Cary Joji Fukunaga | Amelia Gray, Danielle Henderson        | 21 września 2018   | 21 września 2018          |
| 8  | The Lake of the Clouds   | Cary Joji Fukunaga | Mauricio Katz, Nick Cuse               | 21 września 2018   | 21 września 2018          |
| 9  | Utangatta                | Cary Joji Fukunaga | Patrick Somerville                     | 21 września 2018   | 21 września 2018          |
| 10 | Option C                 | Cary Joji Fukunaga | Patrick Somerville, Cary Joji Fukunaga | 21 września 2018   | 21 września 2018          |

## Produkcja
W marcu 2016 roku poinformowano, że główne role w serialu zagrają Jonah Hill i Emma Stone.
W sierpniu 2017 roku ogłoszono, że obsada serialu powiększyła się o Justina Therouxa, Sonoya Mizuno i  Julię Garner.
W kolejnym miesiącu ogłoszono, że Jemima Kirke dołączyła do obsady dramatu.
Na początku października 2017 roku poinformowano, że Sally Field otrzymała rolę jako dr Grete Mantleray

## Nominacje do nagród

### Satelity
2019
- Satelita - Najlepsza aktorka w miniserialu lub filmie telewizyjnym Emma Stone

### Amerykańska Gildia Aktorów Filmowych
2019
- Aktor - Najlepsza aktorka w filmie telewizyjnym lub serialu limitowanym Emma Stone

### Amerykańska Gildia Producentów Filmowych
2019
- Złoty Laur - Nagroda im. Davida L. Wolpera dla najlepszego producenta pełnometrażowego programu telewizyjnego Anne Kolbjørnsen, Ashley Zalta, Carol Cuddy, Caroline Williams, Cary Joji Fukunaga, Doug Wald, Emma Stone, Espen Huseby, Jessica Levin, Jon Mallard, Jonah Hill, Mauricio Katz, Michael Sugar, Pal Kruke Kristiansen, Patrick Somerville

### Amerykańska Gildia Reżyserów Filmowych
2019
- DGA - Najlepsze osiągnięcie reżyserskie w filmie telewizyjnym lub serialu limitowanym Cary Joji Fukunaga

### Amerykańska Gildia Scenarzystów
2019
- WGA (TV) - Najlepszy adaptowany scenariusz pełnego metrażu Amelia Gray, Caroline Williams, Cary Joji Fukunaga, Danielle Henderson, Mauricio Katz, Nick Cuse, Patrick Somerville

### Amerykańska Gildia Scenografów
2019
- ADG - Najlepsza scenografia w filmie telewizyjnym lub serialu limitowanym Alex DiGerlando - za odcinek "Utangatta"

### Złote Szpule
2019
- Złota Szpula - Najlepszy montaż muzyki w odcinku serialu - za odcinek “Windmills”[17]